# Đại học Nation

Biểu tượng của đại học Nation

Đại học Nation là một trường đại học tại Lampang, Thái Lan. Trường được thành lập năm 1988 với tên gọi Cao đẳng Yonok và được nâng cấp thành đại học năm 2006. Hiện trường cung cấp 9 chương trình đào tạo đại học và cao học ngành quản trị kinh doanh và giáo dục.